# Pfarrkirche St. Georg (Zuzgen)

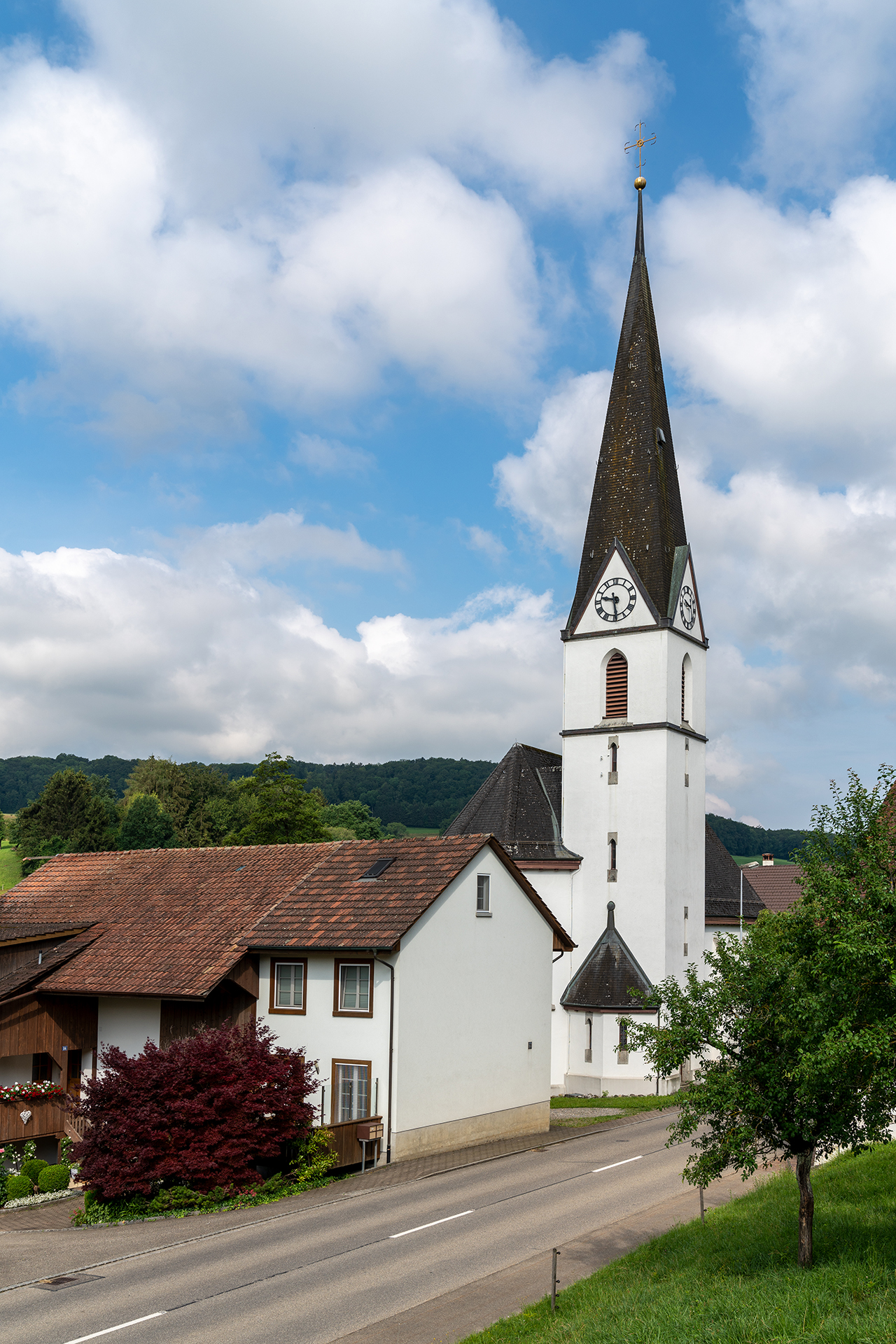
Pfarrkirche St. Georg

Die Pfarrkirche St. Georg ist die römisch-katholische Pfarrkirche von Zuzgen im Kanton Aargau. Sie steht nahe dem südöstlichen Dorfrand an der Hauptstrasse, schräg gegenüber dem Pfarrspeicher. Die dem Heiligen Georg geweihte neugotische Kirche entstand 1901/02, nachdem die alte Pfarrkirche 1878 an die Christkatholiken übergegangen war.

## Geschichte
1873 wurde während des Kulturkampfs ein christkatholischer Verein gegründet, den die Kantonsregierung fünf Jahre später als rechtsfähig anerkannte. Ab 1878 durften die Römisch-Katholiken auf Anweisung des Vatikans die 1737/38 erbaute und gemeinsam genutzte Pfarrkirche nur noch für die Predigt verwenden, das Abendmahl musste im benachbarten Pfarrspeicher durchgeführt werden. Da diese Lösung auf Dauer nicht genügte, fiel im Jahr 1900 der Beschluss zum Bau einer neuen Kirche. Im Juni 1901 genehmigte die Kirchgemeindeversammlung ein Projekt des Architekten August Hardegger, das mit Kosten von 54'500 Franken veranschlagt war. Nach einer Bauzeit von elf Monaten konnte die Kirche im Juli 1902 erstmals genutzt werden. 1972 wurden die Altäre restauriert, zwei Jahre später der übrige Innenraum. Eine Gesamtrestaurierung erfolgte im Jahr 2002.

## Bauwerk
Die Kirche steht auf einem schmalen Landstreifen zwischen der Hauptstrasse und dem Möhlinbach, talaufwärts in Richtung Südosten gerichtet. An das rechteckige Langhaus schliesst sich ein über fünf Seiten des Achtecks errichteter Chor an; an dessen Nordseite wiederum ist der Kirchturm angebaut. Ein zweigeschossiger Flachdach-Annex auf der Südseite umfasst den Heizraum und die mit dem Chor verbundene Sakristei. Das Schieferdach ruht auf der Westseite auf einem Giebel, über dem Chor bildet er drei Walmen. Die Flanken des Schiffs und der Chor weisen Lanzettfenster mit Putzgewänden und Granitsimsen auf. Eine sechseckige Vorhalle schützt den Eingang im Westen. Der 36 Meter hohe Kirchturm besitzt einen Spitzhelm, das Geläute umfasst vier Glocken der Giesserei H. Rüetschi und eine ältere Glocke aus dem 19. Jahrhundert.
Steil aufragende Rippengewölbe prägen den Innenraum, der durch die rot-blau-goldene Farbverglasung der Fenster in gedämpftes Licht versetzt wird. Ebenfalls rot-blau-goldene Rippenansätze sowie Blumen- und Rankenmuster bereichern den Chor malerisch, hinzu kommt ein dunkler Wandbehang. Der Altar trägt damaszierte Rechteckschreine mit Bibel- und Heiligenszenen in Reliefschnitzerei. Die polygonale hölzerne Kanzel mit Schalldeckel weist in ihren ebenfalls damaszierte Kassetten die sechsfach geflügelten Evangelistensymbole auf.